# ایسوزو اوویسیس
ایسوزو اوویسیس (Isuzu Oasis) خودرویی است که در سال‌های ۱۹۹۶–۱۹۹۹در ژاپن تولید شده‌است.
این خودرو در کلاس مینی‌ون قرار گرفته، طراحی آن خودروهای موتور جلو-محور جلو بوده است.